# Brachygluta corniventris
Brachygluta corniventris är en skalbaggsart som först beskrevs av Victor Ivanovitsch Motschulsky 1856.  Brachygluta corniventris ingår i släktet Brachygluta och familjen kortvingar. Inga underarter finns listade i Catalogue of Life.